# Costuras
José Monteiro dit Costuras (né le 23 octobre 1913 et mort à une date inconnue) était un joueur de football portugais, qui évoluait au poste d'attaquant.

## Biographie
On sait peu de choses sur sa carrière mais on sait qu'il évolua notamment avec le club portugais du FC Porto, et que c'est avec ce club qu'il finit meilleur buteur du championnat du Portugal 1938–39, avec 18 buts au compteur.
Il fait partie de la liste des joueurs légendaires du FC Porto dans la section des classiques sur le site de FIFA.com.